# 凱奧特 (新墨西哥州里奧阿里巴縣)
凱奧特（英語：Coyote）是位於美國新墨西哥州里奧阿里巴縣的普查規定居民點。

## 人口
根據2020年美國人口普查的數據，凱奧特的面積為10.77平方千米，當中陸地面積為10.76平方千米，而水域面積為0.01平方千米。當地共有人口128人，而人口密度為每平方千米11.88人。